# Walter Jost
Walter Jost (* 25. Juli 1896 in Rastatt; † 24. April 1945 in Villadose, Italien) war ein deutscher Generalleutnant der Wehrmacht im Zweiten Weltkrieg.

## Leben
Jost trat zu Beginn des Ersten Weltkriegs am 5. August 1914 als Freiwilliger in das 2. Badische Feldartillerie-Regiment Nr. 30 der Preußischen Armee in Rastatt ein. Mitte Oktober 1914 wurde er zur Reserve-Artillerie-Munitionskolonne 70 an der Westfront überwiesen. Von Ende Juni bis Ende Oktober 1915 absolvierte er einen Offizieranwärterlehrgang in Gent und wurde anschließend als Fähnrich in das Infanterie-Regiment „Markgraf Ludwig Wilhelm“ (3. Badisches) Nr. 111 versetzt. Während der Schlacht an der Somme wurde Jost am 22. September 1916 zum Leutnant befördert und war ab Ende Mai 1917 als Ordonnanzoffizier beim Regimentsstab tätig. Im Verlauf der deutschen Frühjahresoffensive wurde er am 29. März 1918 verwundet und kam nach seiner Gesundung zum Ersatz-Bataillon. Für sein Wirken hatte man ihn mit beiden Klassen des Eisernen Kreuzes, dem Verwundetenabzeichen in Schwarz und dem Ritterkreuz II. Klasse des Ordens vom Zähringer Löwen mit Schwertern ausgezeichnet. Die verbündeten Österreicher würdigten ihn mit dem Militärverdienstkreuz III. Klasse mit Kriegsdekoration.
Nach Ende des Krieges kam Jost Anfang Dezember 1918 wieder zum Stab des Infanterie-Regiment „Markgraf Ludwig Wilhelm“ (3. Badisches) Nr. 111, war dort als MG-Offizier und ab Ende des Monats als Regimentsadjutant tätig. Er war dann kurzzeitig Adjutant bei der Kommandantur des Truppenübungsplatzes Heuberg, wurde in die Vorläufige Reichswehr übernommen und Anfang Dezember 1919 in das Reichswehr-Schützen-Regiment 113 versetzt. Dieser Verband ging mit der Bildung der Reichswehr im 14. (Badisches) Infanterie-Regiment auf.
Jost arbeitete unter Major Edgar Röhricht in der Pressegruppe im Reichskriegsministerium. Mitte Mai 1935 wurde er dort zum Referenten ernannt, blieb dies bis Ende Januar 1938 und wurde zwischenzeitlich Mitte 1937 zum Oberstleutnant befördert. Major Hasso von Wedel wurde sein Nachfolger als Chef der Pressegruppe.
Anfang März 1938 wurde er Kommandeur des III. Bataillons im Infanterie-Regiment 75 bei der 5. Infanterie-Division und blieb dies über den Beginn des Zweiten Weltkriegs. Von Februar 1940 bis zu seiner Ernennung zum Oberst im August 1940 war er Kommandeur des Infanterie-Regiments 75 und nahm am Westfeldzug teil. Von Oktober 1940 bis zur Umbenennung in Jäger-Regiment 75 im Dezember 1940 war er erneut Kommandeur des Infanterie-Regiments 75. Er führte von Oktober 1941 bis April 1943 das Jäger-Regiment 75 und wurde in dieser Eigenschaft am 31. März 1942 mit dem Ritterkreuz des Eisernen Kreuzes ausgezeichnet.
Am 20. April 1943 wurde Jost mit RDA vom 1. April 1943 zum Generalmajor befördert. Kurzfristig war er für den beurlaubten Generalleutnant Karl Allmendinger im Juni/Juli 1942 mit der stellvertretenden Führung der 5. Jäger-Division beauftragt. Nach einer Verwundung wurde er Mitte 1943 Chef der Zentralabteilung im OKW und führte ab April 1944 als letzter Kommandeur für ein Jahr die 42. Jäger-Division. In dieser Position wurde er Ende 1944 zum Generalleutnant befördert. Im April 1945 starb er bei einem englischen Tieffliegerangriff.
Walter Jost betätigte sich auch zeitlebens mit der Veröffentlichung militärischer Abhandlungen.

## Werke (Auswahl)
- gemeinsam mit Friedrich Felger: Was wir vom Weltkrieg nicht wissen. Andermann, Berlin/Leipzig 1929; 2. Auflage H. Fikentscher Verlag, Leipzig 1938 (digi.landesbibliothek.at Digitalisat der Oberösterreichischen Landesbibliothek Linz).
- Französische Kritik am deutschen Wehrbudget. In: Zeitschrift für Politik. Volume 21, 1932, S. 915 ff.
- Frei von Versailles–Das Scheitern des Abrüstungsgedenkens. In: Jahrbuch des deutschen Heeres. 1936, S. 21 ff.
- Die wehrpolitische Revolution des Nationalsozialismus. Hanseatische Verlagsanstalt, Hamburg 1936.
- Jahrbuch des deutschen Heeres. Leipzig, 1937/38.
- Das deutsche Heer. F. Hirt, Breslau 1939.